# Петровская крепость
Петровская крепость (Крепость святого Петра, укр. Петрівська фортеця) — одна из батальонных крепостей (крепостца) Днепровской оборонительной линии (на левом фланге Днепровской линии) Российской империи. 
Укрепление в честь Святого Петра, с таможенной заставой, на пограничной линии, находилось на Азовском море у устья реки Берды на месте нынешнего села Новопетровка Бердянского района Запорожской области Украины. Крепость основана (была заложена) по высочайшему указу всероссийской императрицы Екатерины II, в 1770 году. С упразднением, в 1784 году, Днепровской укреплённой линии, крепосца была оставлена вместе с такою же крепостью Александровской (другой, правый фланг линии). Однако, крепость вскоре за тем была признана потерявшей военное значение и упразднена, поселение стало именоваться Петровский посад.

## История
Сооружение входило в число семи крепостей Днепровской оборонительной линии, сооружённой во второй половине XVIII века по указу императрицы Екатерины II, от 10 мая 1770 года, вдоль правого берега реки Конки, впадающей в Днепр, и левого берега реки Берды, впадающей в Азовское море.  В XVIII столетии река Берда служила границей между запорожскими и татарскими землями, определенной Белградским миром в 1742 году. 
Наряду с названием «Днепровская оборонительная линия» у этой оборонительной линии встречается и название — «Бердянская оборонительная линия», например в соч. А. Петрушевского «Генералиссимус князь Суворов», глава седьмая — В Заволжье, на Кубани и в Крыму, 1774—1779. С 1770 года и вплоть до 1783 года Днепровская оборонительная линия являлась пограничным южным форпостом Российской империи на границе с областью Восточный Ногай («Крымской степью», «Пустыней Огула») Крымского ханства. В июне 1773 года известный немецкий натуралист и врач, академик Санкт-Петербургской Академии Наук Иоганн Антон Гильденштедт (Гюльденштедт) (нем.  Johann Anton Güldenstädt; 26 апреля 1745, Рига — 23 марта 1781, Санкт-Петербург) проследовал со своей экспедицией через крепость Петровскую. Осенью 1782 года в морскую крепость Святого Петра в устье Берды, переплыв Азовское море, прибыл из Крымского ханства (Керчи), после вспыхнувшего там антиханского мятежа, для переговоров с князем  Григорием Александровичем Потёмкиным последний крымский хан Шагин-Гирей.
Крепость эта стала достижением фортификационного искусства конца XVIII столетия. При строительстве крепостей: Петровской у Азовского моря и Александровской крепости у Днепра (на месте нынешнего города Запорожья) Днепровской оборонительной линии впервые в мировой фортификационной практике появился так называемый полигональный или капонирный фронт.
Крепость сохраняла своё значение всё время царствования Екатерины II, а после упразднения Днепровской линии в 1797 году, Петровская крепость была оставлена в штате военного ведомства вплоть до 1800 года. В 1828 году в Петровский посад переселились запорожцы, возвратившиеся из Турции с атаманом Гладким.

## Строитель крепости А. И. Ригельман
Руководителем строительства крепости Петровской в 1770 году был назначен (ему было поручено построить) известный российский военный инженер — инженер-подполковник Ригельман Александр Иванович, вскоре получивший чин полковника (13 (15) декабря 1770 года), а 28 декабря 1771 года произведённый в генерал-майоры.
Александр Иванович Ригельман известен также как автор фундаментального исторического исследования «Лѣтописное повѣствованiе о Малой Россiи и ея народѣ и козакахъ вообще.» , автор историко-статистического исследования — «Ведомость и географическое описание крепости Святого Димитрия Ростовского»… и других.
Военный инженер А. И. Ригельман принимал также участие в проектировании и строительстве крепости Святого Димитрия Ростовского в устье Дона на месте нынешнего Ростова-на-Дону.